# Flight from Destiny
Flight from Destiny é um filme de drama norte-americano de 1941, dirigido por Vincent Sherman e escrito por Barry Trivers . O filme é estrelado Geraldine Fitzgerald, Thomas Mitchell, Jeffrey Lynn, James Stephenson, Mona Maris e Jonathan Hale. O filme foi lançado pela Warner Bros. em 08 de fevereiro de 1941.

## Sinopse
Após a filosofia, Professor Todhunter é dito que ele tem 6 meses de vida, ele está impedido de ensino pela sua faculdade de modo que não será um escândalo se ele cai morto em sala de aula. Discutindo um homem hipotético com 6 meses a viver com um grupo de amigos, Todhunter pede a cada um o que ele faria em seus últimos 6 meses. Uma diz que ele cometer um crime social, matar alguém que não é um criminoso, mas sem os quais a sociedade seria melhor. O professor obcecado com a ideia e realmente se depara com uma situação envolvendo dois de seus amigos, onde ele acha que seria uma boa ideia para agir em sua obsessão.

## Elenco
- Geraldine Fitzgerald como Betty Farroway
- Thomas Mitchell como Professor Henry Todhunter
- Jeffrey Lynn como Michael Farroway
- James Stephenson como Dr. Lawrence Stevens
- Mona Maris como Ketti Moret
- Jonathan Hale como District Attorney
- David Bruce como Saunders
- Thurston Hall como Dean Somers
- Mary Gordon como Martha
- John Eldredge como Peterson
- Hardie Albright como Ferrers
- William Forress como Prentiss
- Weldon Heyburn como Brooks